# Атака (меморіал)
Меморіал пам'яті Другої світової війни «Атака» розташований на вершині гори Кременець у місті Ізюмі Харківської області. Пам'ятка споруджена на честь солдатів, загиблих у Другій світовій війні, і відкрита у 1988 році. Автори меморіалу — архітектори Л. Левін, Ю. Градов, В. Лисенко, скульптори М. Афанасьєва, Ю. Сінкевич, конструктор В. Сусько. У березні 2022 року меморіал частково зруйнований унаслідок авіабомбардувань армією Російської Федерації.